# رد دد آنلاین
رد دد آنلاین یا سرخپوست مرده آنلاین (به انگلیسی: Red Dead Online) یک بازی چند نفره اکشن و ماجراجویی آنلاین است که توسط راک‌استار گیمز به عنوان قسمت آنلاین رد دد ریدمپشن ۲ ساخته و منتشر شده‌است. پس از چندین ماه بتا، رد دد آنلاین برای پلی استیشن ۴ و ایکس باکس وان در ماه مه ۲۰۱۹، و برای مایکروسافت ویندوز و استادیا در نوامبر ۲۰۱۹ منتشر شد. بازیکنان یک قهرمان ساکت را کنترل می‌کنند که از زندان آزاد شده و در ازای بی گناهی خود انتقام می‌گیرد. رد دد آنلاین که یک سال قبل از وقایع بازی تک نفره تنظیم شده و شامل ماموریت‌های داستانی است که در آن حداکثر چهار بازیکن می‌توانند وظایف خود را برای پیشبرد روایت انجام دهند. این بازی همچنین دارای ماموریت‌ها و رویدادهای جانبی است. این بازی در ۱ دسامبر ۲۰۲۰ به صورت جداگانه هم عرضه شد.
مانند بازی تک نفره، رد دد آنلاین از دو دیدگاه اول و سوم شخص ارائه می‌شود و بازیکن آزادانه در جهان باز گشت و گذار کند. عناصر گیم پلی بازی شامل تیراندازی، دزدکی، شکار، اسب سواری، تعامل با شخصیت‌های غیرقابل‌بازی و حفظ درجه افتخار شخصیت از طریق انتخاب‌ها و اعمال اخلاقی است. در بازی سیستم پاداش و سیستم بونتی بر جرایم بازیکنان نظارت می‌کند به‌طور مثال اگر بازیکن در یک قسمت از نقشه جرمی مرتکب شود باید برای ورود به آن قسمت بونتی خود (متناسب با جرمی که انجام داده) را پرداخت کند، در غیر این صورت مأموران قانون به دنبال بازیکن می‌افتند.. بازیکنان می‌توانند دنیای آزاد را به تنهایی یا تا هفت بازیکن که با آنها یا در مقابل آنها می‌توانند در فعالیت‌های سازمان یافته شرکت کنند، پیمایش کنند.
رد دد آنلاین که همزمان با داستان تک نفره ساخته شده، علی‌رغم تمایل تیم سازنده برای ترجمه عناصر تک نفره به یک محیط چند نفره، به عنوان یک محصول جداگانه ارائه شد. این تیم هنگام توسعه بازی، از چند نفره رد دد ریدمپشن و اتومبیل‌دزدی بزرگ آنلاین الهام گرفت. رد دد آنلاین در هنگام انتشار انتقاداتی را به دلیل تعادل بخشیدن به گیم پلی و ارز درون بازی دریافت کرد. به روزرسانی‌های بعدی به این مشکلات پرداخت. با تحسین برای ارائه مأموریت‌ها، رویدادهای مشارکتی و پیشرفت‌های فنی پاسخ‌های مثبت دریافت کرد. این بازی قرار است به مرور زمان، مانند اتومبیل‌دزدی بزرگ آنلاین، چندین به روزرسانی را دریافت کند که می‌توان به آپدیت بلاد مانی(blood money) در سیزدهم ژولای(۲۰۲۱) اشاره کرد که شما را در نقش یک خلافکار قرار می‌دهد و شما می‌توانید از راه دزدی پول در بیارید.